# Lara Croft
Lady Lara Croft ist die Protagonistin der Computerspielreihe Tomb Raider.
Erfunden wurde die Computerspielfigur Lara Croft 1994 von Toby Gard, der damals noch bei dem Softwarehersteller Core Design Ltd. in Derby, England, angestellt war. Er suchte eine Alternative zu den üblichen Figuren, weil er es für unangemessen hielt, einen männlichen Hauptdarsteller mit den akrobatischen Fähigkeiten auszustatten, die er für den Protagonisten vorsah.

## Biografie
Für Lara erdachte man eine umfangreiche Biografie (wobei es drei verschiedene Versionen gibt): Geboren wurde die Aristokratin am 14. Februar 1968 (andere Quellen geben den 14. Februar 1967 an, wobei das erste veröffentlichte Geburtsdatum der 25. Dezember 1969 war) in Wimbledon, Surrey, England, als Tochter von Lord Richard Henshingly Croft. Bereits als Jugendliche unternahm die Engländerin ihre erste archäologische Reise nach Kambodscha mit dem Familienfreund Werner von Croy. Sie besuchte von ihrem dritten bis zu ihrem 21. Lebensjahr mehrere Eliteschulen (Alter 3–11: Privatunterricht; 11–16: Wimbledon High-School für Mädchen; 16–18: Gordonstoun Boarding-School; 18–21: Swiss Finishing-School).
In der einen Variante der Biografie sterben Laras Eltern bei einem Flugzeugunfall: Sie ist die einzige Überlebende und sucht seitdem nach einem Leben am Limit. Sie erbt das Anwesen ihres Vaters und wird zur 11th Countess of Abbington. In der anderen Variante wird sie von ihren Eltern verstoßen, weil sie das noble, biedere und langweilige Leben einer britischen Adligen nicht führen möchte und sich mehr für Archäologie und Grabräuberei (engl. tomb raider) als für gepflegte Konversation begeistert. Lara wird als selbstbewusste, autarke, abenteuerlustige, aber nicht lebensmüde, starke Person beschrieben, die vollkommen eigenständig agiert und Einzelgängerin ist. Freunde trifft sie hauptsächlich in den Comics und den zwei Filmen, die mit den Geschichten der Spiele nichts zu tun haben.
Eine weitere Version ihrer Hintergrundgeschichte wurde in Tomb Raider: Legend etabliert: Demnach stürzt Lara als kleines Mädchen mit ihrer Mutter in Nepal mit einem Flugzeug ab. Beide überleben den Absturz. Auf ihrem Marsch zurück in die Zivilisation entdecken sie eine steinerne Estrade, einen alten Mechanismus, der mit Hilfe eines Schwertes in einem Stein aktiviert wird. Die neugierige Lara stößt das Schwert in den Stein und aktiviert damit den Mechanismus. Laras Mutter, Lady Amelia Croft, zieht das Schwert aus dem Stein, um ihre Tochter zu schützen, und verschwindet in einem Lichtblitz. Lara erreicht alleine wieder die Zivilisation und hat sich mit dem Tod ihrer Mutter abgefunden, nur ihr Vater, Richard Croft, weigert sich, diesen hinzunehmen. Als Lara nach dem Tod ihres Vaters die wahren Umstände um das Verschwinden ihrer Mutter zu verstehen beginnt, erkennt sie, dass ihr Vater recht hatte und ihre Mutter doch nicht tot, sondern in Avalon sein muss.
Ihre Reisen in den bis dato zwölf (Stand 11/2019) Teilen der Serie führen sie auf der Suche nach diversen Artefakten (etwa nach Kometensplittern oder einem Dolch) zu den unterschiedlichsten Orten.

### Neustart der Serie
Die Neuausrichtung der Serie trägt wie das Original den Titel Tomb Raider, erzählt aber eine andere Geschichte. Lara Croft ist eine junge Archäologin, die mit der Endurance Schiffbruch erleidet und auf einer Insel strandet, welche sich als das verschollene Königreich Yamatai entpuppt. Hier besteht sie ihre ersten Abenteuer und wird dabei zum ersten Mal gezwungen, einen Menschen zu töten, um sich selbst zu verteidigen. Im Lauf der Handlung durchlebt sie die Entwicklung von einer unsicheren und verängstigten jungen Frau hin zu einer starken und wehrhaften Persönlichkeit.
Gemäß Rise of the Tomb Raider stirbt Laras Mutter Amelia Croft nach einem Flugzeugabsturz im Himalaya. Laras Vater Richard Croft, besessen davon den Schlüssel zum ewigen Leben zu finden, sucht daraufhin nach einem angeblich Unsterblichkeit verleihenden Artefakt, der "Göttlichen Quelle". Dabei verliert er jedoch seine Reputation als Archäologe an der Universität und begeht vermeintlich Selbstmord. Lara ist noch klein, als sie beide Elternteile verliert und wächst außerhalb des Familienanwesens Croft Manor bei Lord Crofts bestem Freund Conrad Roth auf. Sie studiert Archäologie am University College London. Später findet sie heraus, dass ihr Vater in Wirklichkeit von der Geheimorganisation Trinity ermordet wurde.

## Aussehen
Das Aussehen der Figur spielte von Anfang an eine zentrale Rolle. Lara Croft ist eine weiße Engländerin und wird üblicherweise mit langen, dunklen Haaren dargestellt, entweder mit einem Zopf oder einem Pferdeschwanz. Meistens trägt sie ein ärmelloses Top als Standardoutfit, welches manchmal auch bauchfrei ist. Die Hotpants aus den älteren Spielen sind mittlerweile einer praktischeren langen Hose gewichen. An den Füßen trägt sie Stiefel und auf dem Rücken oftmals einen kleinen Rucksack. In den meisten Spielen hat sie fingerlose Handschuhe an. Des Weiteren trägt sie in der Regel verschiedene Schusswaffen am Körper, in den älteren Teilen insbesondere ihre charakteristischen Doppelpistolen.
Die Anfangsfigur war mit einer überdimensionierten Oberweite ausgestattet. Dies geschah zunächst durch einen Programmierfehler. Charakterdesigner Toby Gard hatte vor, den Brustumfang unnatürlich zu vergrößern, gab aber statt der beabsichtigten 50 % ganze 150 % ein. Nach späterer Eigeneinschätzung „aus Infantilismus“ überredete das restliche Team von Core den Designer, die überdimensionierten Brüste beizubehalten. Der Charakterdesigner Toby Gard gab später zu, dass der Rechenfehler nur ein Scherz gewesen sei. Erst mit der Zeit wurde die Figur realistischer gestaltet, so „schrumpfte“ ihr Brustumfang ab Tomb Raider: Legend, um auch eine weibliche Klientel für das Spiel zu begeistern.

## Fiktives Vermögen
Lara Croft ist Milliardärin. Ihr Vermögen wird von Forbes auf 1,3 Milliarden US-Dollar geschätzt. Andere Schätzungen belaufen sich auf bis zu 2,5 Milliarden US-Dollar. Im Film Tomb Raider von 2018 ist sie Besitzerin des Unternehmens Croft Holdings. Sie lebt in dem Herrenhaus Croft Manor in Wimbledon, welches schon über mehrere Generationen hinweg im Besitz ihrer Familie ist.

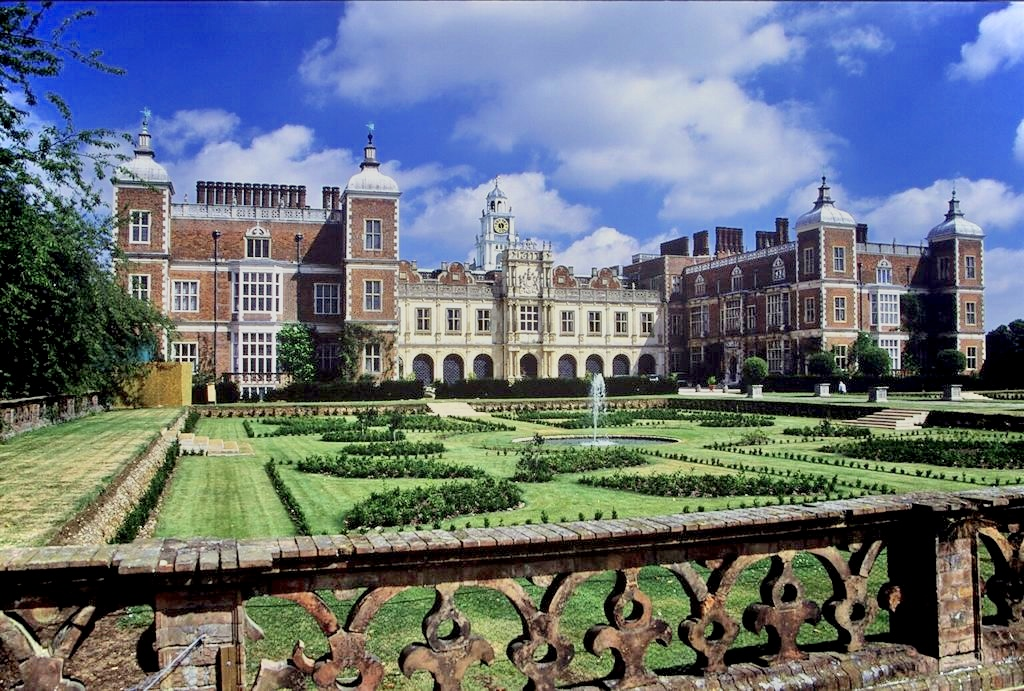
Hatfield House diente in zwei Lara-Croft-Filmen für Außenaufnahmen als Croft Manor

## Auftauchen außerhalb derTomb-Raider-Spiele
- Lara Croft warb bereits für diverse Produkte (Seat, Lucozade, Brigitte), trat im Die-Ärzte-Musikvideo Männer sind Schweine auf und war mit der Band U2 auf Tour.

- 2010 wurde eine Straße in Derby, Derbyshire nach Lara Croft benannt.[6]

- Seit Kapitel 2 Season 6 gibt es Lara Croft als Skin in Fortnite.[7]

## Filme
Im Kinofilm mit dem Titel Lara Croft: Tomb Raider und dessen Fortsetzung Die Wiege des Lebens wird Lara Croft von der US-amerikanischen Schauspielerin Angelina Jolie gespielt und von Marion von Stengel synchronisiert.
2018 tauchte sie wieder im Film Tomb Raider auf, gespielt von Alicia Vikander und synchronisiert von Yvonne Greitzke.

## Lara-Croft-Doubles
Eidos Interactive hat zu Werbezwecken offiziell Lara-Croft-Doubles vorgestellt, die in der typischen Kleidung und in den charakteristischen Posen bei Messen und Produktvorstellungen öffentlich auftreten und in der Presse und im Internet starke Beachtung fanden und finden.
| Name                                                                                             | Geburtsdatum                 | Amtszeit   | Bemerkungen |
| ------------------------------------------------------------------------------------------------ | ---------------------------- | ---------- | --- |
| Nathalie Cook                                                                                    |                              | 1996–1997  | Als Double engagiert, noch bevor Tomb Raider berühmt wurde, daher nahezu unbekannt geblieben. |
| Rhona Mitra                                                                                      | 9. August 1976               | 1997–1998  | Sie war zuvor bereits als Schauspielerin relativ bekannt. Sie wurde aus unbekannten Gründen entlassen, obwohl sie sich für den Job sogar einem chirurgischen Eingriff unterzogen hatte. |
| Nell McAndrew                                                                                    | 6. November 1975, England    | 1999       | Ihr wurde 1999 gekündigt, nachdem sie sich für den amerikanischen Playboy als nackte Lara präsentiert hatte. |
| Lara Weller                                                                                      | 6. April 1975                | 1999–2000  | Die Niederländerin gilt in Fankreisen als das beste und ähnlichste Double. |
| Lucy Clarkson                                                                                    | 6. Juli, 1983, England       | 2000–2002  | — |
| Jill De Jong                                                                                     | 2. Februar 1982, Niederlande | 2002 –2004 | — |
| Karima Adebibe                                                                                   | 1985, England                | 2004–2008  | War unter Fans umstritten, da ihre Gesichtszüge, anders als die ihrer Vorgängerinnen, wenig Ähnlichkeiten mit der Lara aus den Videospielen aufwiesen. |
| Alison Carroll                                                                                   | 27. März 1985, England       | 2008–2009  | Für die Verkörperung von Lara im achten Teil der Tomb-Raider-Serie (Underworld) gewählt. Die damals 23-jährige ehemalige Kunstturnerin wurde in England geboren. |
| Diana Dorow                                                                                      | 16. Juni 1976                | 2002–2010  | Die „deutsche Lara Croft“; sie arbeitete seit 1999 als Double und wurde 2002 von Eidos Interactive als „Cyber-Lara-Double“ ausgewählt. Sie ähnelte ihrem virtuellen Prototyp besonders durch ihre markanten Gesichtszüge. 2010 gab sie auf ihrer Website bekannt, ihre Tätigkeit als Double zu beenden. |
| - Jill De Jong (2003) - Karima Adebibe (2006) - Diana Maria Dorow (2007) - Alison Carroll (2008) |                              |            | |

Daneben gibt es Frauen, die mit der Figur der Lara Croft in Verbindung gebracht werden, aber nicht in direkter Verbindung mit Werbung für Eidos stehen. Eines dieser sogenannten inoffiziellen Doubles ist Vanessa Demouy (* 5. April 1973, Frankreich). Sie erschien wegen ihrer auffälligen Ähnlichkeit 1997 auf dem Cover des französischen Magazins VSD, allerdings hat sie jedes weitere Engagement als Lara Croft abgelehnt.
Auch Angelina Jolie ist kein offizielles Double, jedoch die bekannteste Verkörperung Lara Crofts als Hauptdarstellerin in den beiden Verfilmungen Lara Croft: Tomb Raider und Lara Croft: Tomb Raider – Die Wiege des Lebens. In der dritten Verfilmung übernahm Alicia Vikander die Rolle.

## Synchronsprecherinnen
Über lange Jahre wurde Lara Croft in der deutschen Version von Marion von Stengel vertont. Mit dem Reboot der Serie im Jahr 2013 übernahmen Nora Tschirner und ab Rise of the Tomb Raider Maria Koschny ihre Rolle. Die Stimme der jungen Lara in Rise of the Tomb Raider übernahm Lara Trautmann, die auch den der Spielfigur nachempfundenen Künstlernamen Lara Loft trägt, in Shadow of the Tomb Raider sprach Julia Fölster diese Rolle.